# Seleukiderriket

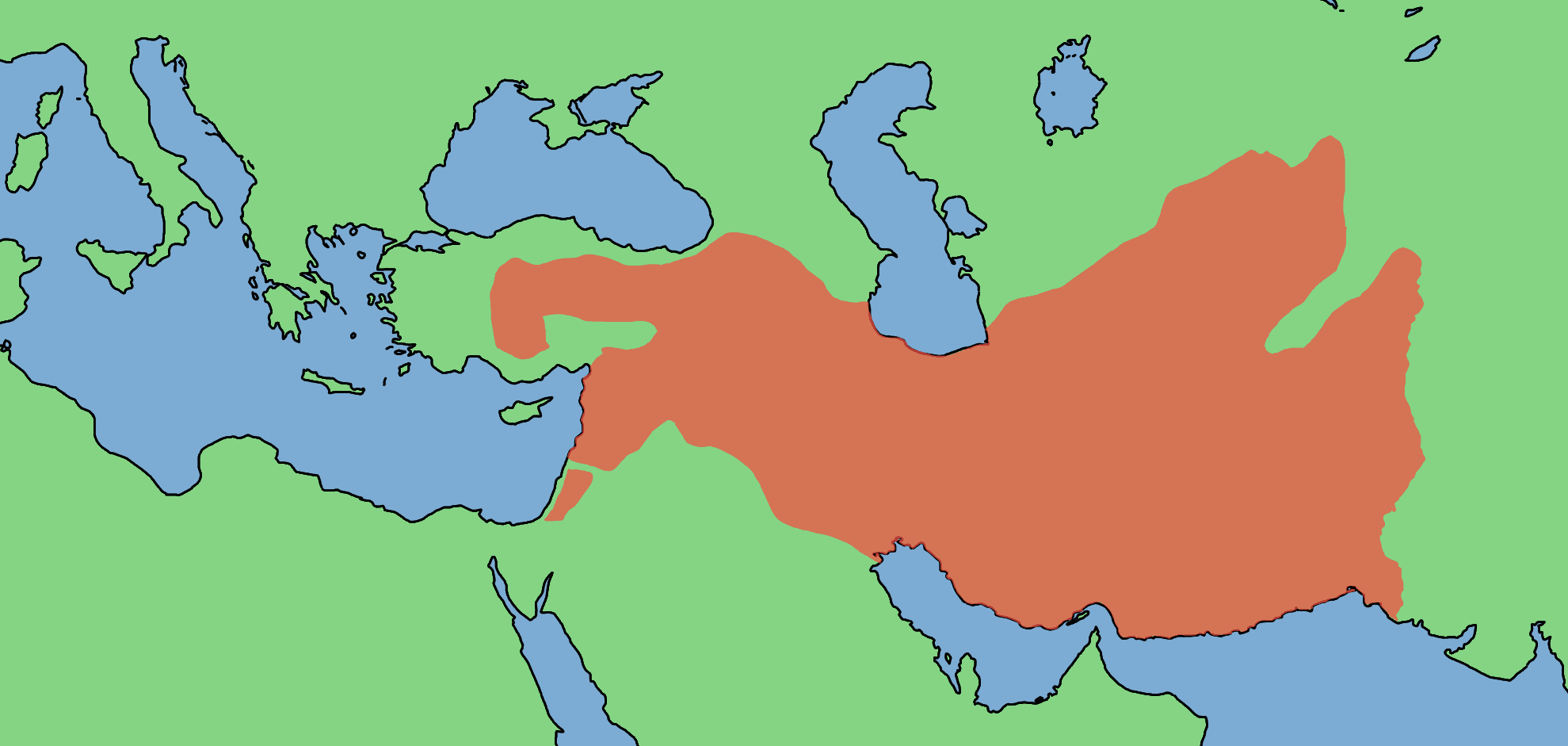
Det seleukidiska riket i sin största utbredning.

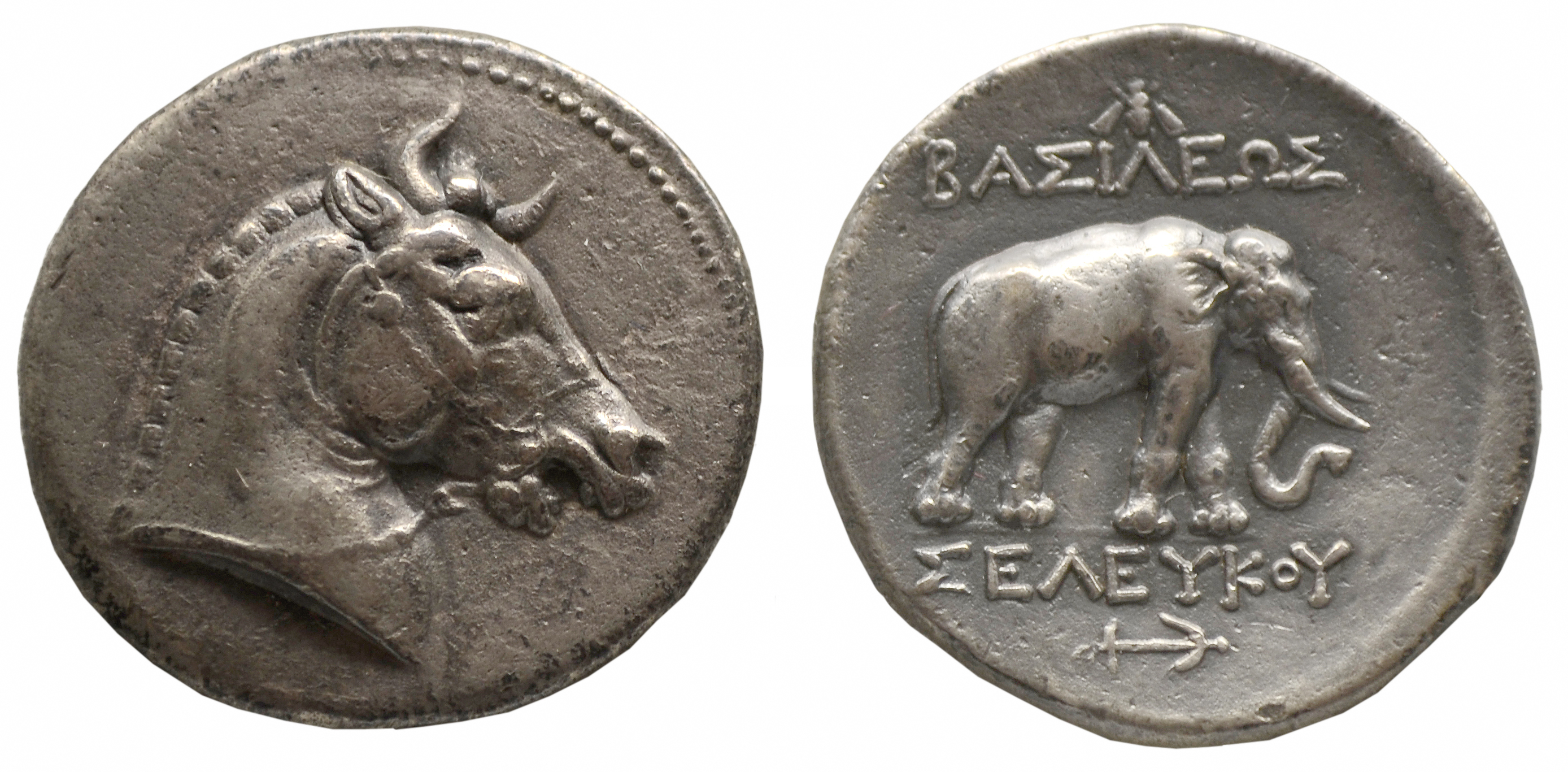
Tetradrachme med Seleukos I Nikator, Grekiska: BAΣIΛEΩΣ ΣEΛEYKOY (kung Seleukos).

Seleukiderriket var ett hellenistiskt rike. Det grundades av Seleukos I, den mest framgångsrike av Alexander den stores generaler och efterträdare, och riket fick sedan sitt namn efter Seleukiderna; dess regerande dynasti. Regenterna ur Seleukidernas dynasti regerande över Seleukiderriket. 

## Seleukiderrikets historia
Seleukos I var en av Alexanders generaler, sedermera ståthållare i Babylonien, och var en skicklig administratör som lyckades samla de östra provinserna i det erövrade Perserriket till ett mäktigt rike. 
År 312 f.Kr. med återerövringen av Babylon, utgjorde startpunkten för det hellenistiska imperiet och utgör startpunkten för tideräkningen "grekisk tid", Anno Graecorum. Grekisk tid är en hellenistisk variant av den Babyloniska kalendern och var den grundläggande tideräkningen i 600 år fram till år 325 och Första konciliet i Nicaea, exempelvis i bibelns texters tidsangivelser och grunden för den judiska kalendern. 
Efter 312 f.Kr. utvidgade han sin makt till hela Syrien och Mesopotamien. I slaget vid Issos år 301 f.Kr. krossade Seleukos och hans allierade Ptolemaios I och Lysimachos den ledande generalen Antigonos I Monofthalmos, och efter detta antog han kungatiteln. Då omfattade Seleukiderriket större delen av det gamla Perserriket, från Mindre Asien till Afghanistan. Det stora riket var dock svårt att hålla samman. Delar av Iran och Afghanistan bröt sig loss från år 250 f.Kr. efter att ett av de många krigen med Ptolemaiska dynastin i Egypten misslyckats, under ett av de Syriska krigen.
Kungen Antiochos III den store kom efter en flerårig expedition i Asien att återupprätta imperiets forna maktställning i öster i och med underkuvandet av de tidigare förlorade provinserna Iran och Afghanistan. Han utvidgade riket söderut genom att från Egypten erövra Fenicien, Palestina och södra Syrien. Rikets dominerande ställning som stormakt i den antika världen förnyades under hans regeringstid. Vid freden i Apameia tvingades han dock att betala ett stort skadestånd till Rom och avträda västra delarna av Mindre Asien och Trakien. Antiochos IV Epifanes är bland annat känd för sitt försök att stänga templet i Jerusalem och göra sina judiska undersåtar till greker, något som resulterade i Mackabéerupproret. Antiochos IV Epifanes erövrade även Egypten men blev på diplomatisk väg tvingad att dra sig tillbaka, och avled oväntat under ett fälttåg mot parterna i Persien.
Efter detta härjades Seleukiderriket av inbördeskrig, och under sönderfallet gjorde sig judarna och andra folk i rikets ytterområden gradvis självständiga, tills Parterriket erövrade de östra delarna (cirka 130 f.Kr.) och reducerade riket till Syrien. Under fortsatt splittring blev de sista seleukiderna alltmer maktlösa, och dynastin avsattes för gott av den romerske generalen Pompejus år 66 f.Kr.. Pompejus annekterade år 64 f.Kr. de sista resterna av det Seleukidiska riket.
Dynastins historia var synnerligen tragisk. Nästan samtliga av de nästan trettio kungarna, liksom åtskilliga drottningar, dog en våldsam död, många av dem som mycket unga.

## Ett motsägelsefullt imperium
Seleukiderna grundade ett stort antal städer i Mellanöstern, däribland sin syriska huvudstad Antiochia vid Orontes och Seleukia alldeles intill Babylon. Liksom många av de hellenistiska dynastierna har seleukiderna dåligt rykte bland antikens historieskrivare, men modern forskning har delvis omvärderat styrkan i deras statskonst. Seleukiderna strävade målmedvetet efter att accepteras som perserkungarnas efterträdare samtidigt som armén och ekonomin dominerades av grekiska kolonister vilka levde i avgränsade städer.
Liknande motsägelser präglade styret: kungarna var enväldiga och dyrkades tidvis som gudar, samtidigt som de grekiska städerna kunde ha demokratiskt självstyre. Seleukiderriket var inte lika framstående som Egypten inom vetenskap och filosofi, dock var dess avreglerade ekonomiska marknad före sin tid. Det fanns inga statliga monopol eller andra rigorösa ekonomiska speciallagar, varför det ekonomiska systemet var friare och mindre dirigerat än sin motsvarighet i Egypten. Staten fick stora inkomster av transithandeln med fjärran östern genom tullinkomster och dess existens möjliggjorde ett långvarigt utbyte av idéer mellan grekerna och folken öster om dem. Vidare uppstod textilfaktorier vid den syriska kusten och i Mindre Asien, dit karavanvägarna också ledde. De seleukidiska provinserna i Baktrien (dagens Afghanistan) bröt sig loss och bildade ett mäktigt hellenistiskt rike som tidvis behärskade delar av Indien. Efter att Seleukiderriket gått under försvann den hellenistiska kulturen så småningom från Irak och Iran, men levde kvar i Syrien som blev en romersk provins.

## Regentlista
- Seleukos I Nikator (312 f.Kr.–281 f.Kr.)
- Antiochos I Soter (281 f.Kr.–261 f.Kr.)
- Antiochos II Theos (261 f.Kr.–246 f.Kr.)
- Seleukos II Kallinikos (246 f.Kr.–225 f.Kr.)
- Seleukos III Soter Keraunos (225 f.Kr.–223 f.Kr.)
- Antiochos III den store (223 f.Kr.–187 f.Kr.)
- Seleukos IV Philopator (187 f.Kr.–175 f.Kr.)
- Antiochos IV Epiphanes (175 f.Kr.–164 f.Kr.)
- Antiochos V Eupator (164 f.Kr.–162 f.Kr.)
- Demetrios I Soter (162 f.Kr.–150 f.Kr.)
- Alexander I Balas (150 f.Kr.–145 f.Kr.)
- Demetrios II Nikator (145 f.Kr.–139/138 f.Kr.)
- Antiochos VI Epiphanes Dionysos (145 f.Kr.–142 f.Kr.)
- Diodotos Tryphon (142 f.Kr.–138 f.Kr.)
- Antiochos VII. Euergetes Sidetes (139/138 f.Kr.–129 f.Kr.)
- Demetrios II Nikator (129 f.Kr.–125 f.Kr.)
- Alexander II Zabinas (128 f.Kr.–123 f.Kr.)
- Seleukos V Philometor (126 f.Kr.–125 f.Kr.)
- Kleopatra Thea (125 f.Kr.–121 f.Kr.)
- Antiochos VIII Epiphanes Philometor (123 f.Kr.–96 f.Kr.)
- Antiochos IX Philometor (114 f.Kr.–95 f.Kr.)
- Seleukos VI Epiphanes (96 f.Kr.–95 f.Kr.)
- Antiochos X Eusebes Philometor (95 f.Kr.–83 f.Kr.)
- Demetrios III Theos Philopator (95 f.Kr.–88 f.Kr.)
- Antiochos XI Epiphanes (95 f.Kr.–92 f.Kr.)
- Philipp I Epiphanes Philadelphos (92 f.Kr.–83 f.Kr.)
- Antiochos XII Dionysos Epiphanes (87 f.Kr.–84 f.Kr.)
- Tigranes II (83 f.Kr.–69 f.Kr.)
- Seleukos VII (70 f.Kr.)
- Antiochos XIII (69 f.Kr.–64 f.Kr.; †58 f.Kr.)
- Philipp II